# 木化石角
木化石角（英語：Fossil Wood Point）是南極洲的海岬，位於麥克羅伯特森地，處於貝恩梅達特灣和拉多克湖之間，屬於查爾斯王子山脈中阿拉米斯山脈的一部分，現時由南極條約體系管理。